# 哈契·達諾
哈契·達諾（英語：Hutch Dano；1992年5月21日—）是一位美國演員。達諾出生在加利福尼亞聖莫尼卡。他也發行過自己的單曲。

## 外部連結
- 哈契·達諾在互联网电影资料库（IMDb）上的資料（英文）